# Wosk (album)
Wosk – czwarty minialbum polskiego rapera Taco Hemingwaya. Wydawnictwo ukazało się 26 lipca 2016 roku nakładem Taco Corp. Nagrania zostały udostępnione bezpłatnie w formie digital download na oficjalnej stronie internetowej rapera. Album został wyprodukowany w całości przez Rumaka  oraz Borucciego. Album reprezentuje stylistykę alternatywnego hip-hopu. Główną tematyką jest życie rapera po wydaniu poprzednich płyt oraz związana z tym narastająca sława.
Wosk spotkał się z dobrym przyjęciem krytyków muzycznych. Recenzenci jednak zwrócili uwagę na mniej błyskotliwe teksty niż poprzednio oraz nużącą miejscami formę. Album nie odniósł dużego sukcesu komercyjnego, docierając jedynie do 14. miejsca polskiej listy przebojów – OLiS, aczkolwiek odniósł wysokie wyniki odtworzeń w serwisach streamingowych. Do 2019 roku album rozszedł się w ponad 15 tys. egzemplarzy.

## Geneza, nagranie i wydanie
Poprzedni album, Umowa o dzieło, zebrał dobre oceny krytyków oraz osiągnął spory sukces medialny. Na początku 2016 roku raper zaczął pisać swój album Marmur, w którego trakcie uznał, że wypuści minialbum. Jedyną zapowiedzią płyty były ostatnie wersy na singlowym utworze „Deszcz na betonie”. 26 lipca 2016 roku pojawia się niespodziewanie odsłuch minialbumu na kanale rapera w serwisie YouTube oraz na pozostałych serwisach streamingowych.
Dopiero 2 grudnia 2016 roku nakładem Asfalt Records w dystrybucji Warner Music Poland album trafił do sprzedaży na płycie CD w nieograniczonym nakładzie wraz z albumem Marmur. Wydawnictwo składało się z jednej płyty CD, za projekt graficzny odpowiedzialny jest Łukasz Partyka. Raper promował nagrania w trasie koncertowej po premierze następnego albumu Marmur, nazwanej Marmur Tour, odwiedzając m.in. Warszawę, Gdańsk, Poznań czy Kraków podczas których zaprezentował nagrania pochodzące z płyty.

## Analiza i interpretacja
Marcin Flint stwierdził, że choć album stylistycznie przypomina wciąż alternatywny rap, to raper zmierza też w stronę bardziej nowoczesnych brzmień. Michał Szum wskazał na bardzo ponury klimat płyty, na co składa warstwa liryczna i podkład muzyczny. Marek Fall stwierdził, że na albumie dominują nowoczesne, ale minimalistyczne podkłady muzyczne. Natomiast Krytyk Bartek Chaciński ze strony polityka.pl stwierdził, że muzycznie album jest w tym samym stylu co zawsze.

### Utwory
Czego więcej dowiadujemy się o Taco Hemingway’u po „WOSKu”? Prawdę powiedziawszy, niewiele. Z pewnością jest coraz lepszym raperem, który nie zatrzymał się w pół kroku i jasno wyraża ambicje zbierania żniwa gdzieś pomiędzy środowiskami („Nie chcę być nowym 2Pakiem, chcę być nową Nosowską”).

Raper po dwóch albumach na temat obserwacji, zaczyna rapować o bardziej osobistych rzeczach. Muzyk również opuszcza też chwilowo Warszawę, która była motywem głównym dwóch poprzednich płyt, by opowiedzieć o Brukseli. Album rozpoczyna utwór Wosk, w którym raper opowiada o zmianach jakie zaszły w jego życiu po wydaniu dwóch poprzednich minialbumów. Marcin Flint stwierdził, że w utworze słychać manierę i wyrachowanie muzyka. W kolejnym utworze artysta zabiera nas w podróż do Brukseli, opowiadając o swoich przemyśleniach na temat życia. Krytyk Marcin Flint pochwalił utwór, pisząc, że piosenka „wprowadza wyjątkowy klimat, a nawijka koresponduje z podkładem pod względem emocjonalnym tak, że nie wyobrażam sobie tego kawałka w remiksie, bez tego strzępka dęciaka, zamkniętej w dźwiękach niepewności”. Kolejny na płycie jest utwór pt. Szczerze, gdzie raper twierdzi że męczy już go kariera muzyczna. Michał Szum docenił przyspieszenia jakie wykonuje muzyk w piosence. Marcin Flint natomiast stwierdził, że motywowi użytemu w piosence, brakuje oryginalności. Piotr Szwed z portalu Screenagers.pl stwierdził, że tekst jest bardzo niespójny.
Czwartym utworem jest Wiatr, w którym muzyk śpiewa o swojej partnerce. Marek Fall dostrzegł, że piosenka jako jedyna wybija się z mrocznego klimatu, szybszym tempem i weselszym tempem. Michał Szum stwierdził, że utwór jest dosyć taneczny. Kolejna piosenka 515, również jest skierowana do partnerki rapera, ale też o swojej karierze muzycznej. Marcin Flint pochwalił utwór pisząc że, „Wyróżnić należy „515” z refrenem, który niesie jak mało który w tym roku, dobrze to jest wymyślone i zrealizowane.”. W ostatnim numerze pt. Koła, raper po raz kolejny wyraża zmęczenie środowiskiem i ucieka do Gdańska, o czym opowiada jego następna płyta pt. Marmur. Marcin Flint stwierdził, że taki tekst nie pasuje dosyć początkującemu raperowi. Piotr Szwed stwierdził, że jest to najgorszy utwór na albumie.

## Przyjęcie

### Krytyczny
Album otrzymał dobre opinie recenzentów.
Krytyk muzyczny Marek Fall z Onet dał albumowi ocenę 7/10, pisząc, że „Z pewnością jest coraz lepszym raperem, który nie zatrzymał się w pół kroku i jasno wyraża ambicje zbierania żniwa gdzieś pomiędzy środowiskami”. Zarzucił jednak albumowi trochę senne tempo oraz dodał, że bardziej czeka na pierwszy długogrający album. Natomiast portal Interia.pl w recenzji Marcina Flinta przyznał albumowi tylko 5/10 gwiazdki nazywając ją dobrze wykonaną, ale mniej przyjemną do słuchania niż poprzednie, dodając „Przydałyby się też ciekawsze inspiracje, gdyż w innym wypadku przebrnięcie przez album może się okazać dla słuchaczy wyzwaniem.”. Tygodnik Polityka przyznał 4 na 6 gwiazdek, pisząc, że płyta jest dobra, ale miejscami raper brzmi monotonnie.
Pozytywnie na temat płyty wypowiedziały się też takie portale jak CGM.pl oraz Vice.com. Jacek Baliński pozytywnie ocenił nagrania, chwaląc inteligentne teksty i ciekawe bity stworzone przez Rumaka i Borruciego. Dodał również że warto czekać na jego długogrający album. Piotr Szwed w swojej recenzji dla screenagers.pl również wyraził się pozytywnie o albumie, jednak tak jak poprzednicy zwrócił uwagę na lekko senne teksty. Michał Szuma w swojej recenzji dla strony allaboutmusic.pl wystawił notę osiem na dziesięć gwiazdek. Napisał on w niej o wielkim potencjale Taco Hemingwaya, jednakże stwierdził, że na tym minialbumie nie jest on w pełni wykorzystany i raper jeszcze może się rozwinąć.

### Komercyjny
Album nie przyniósł takiego sukcesu komercyjnego jak poprzednie dzieła. Nagrania zadebiutowały dopiero na 14. miejscu polskiej listy przebojów – OLiS i utrzymywały się na niej tylko przez dwa tygodnie. Pomimo tego minialbum uzyskał wysokie wyniki odtworzeń, największy sukces osiągnęły utwory Wiatr oraz Szczerze, zdobywając kilkanaście milionów wyświetleń. Album otrzymał również dwie nominacje do nagród. Pierwsza z nich to nominacja do Polskiej Rap Płyty Roku 2016 w plebiscycie audycji Polskiego Radia Szczecin – WuDoo oraz branżowego portalu Hip-hop.pl. Ponadto okładka albumu została drugą najlepszą okładką muzyczną w 2016 roku, przegrywając z albumem tego samego artysty, pt. Marmur. W 2019 roku wytwórnia Asfalt Records poinformowała, że album osiągnął próg odpowiadający złotej płycie za sprzedaż 15 tysięcy egzemplarzy na terenie Polski. W listopadzie 2021 ZPAV potwierdził certyfikat złotej płyty.

### Nagrody i nominacje
| Rok  | Kategoria              | Nagroda                   | Rezultat   |
| ---- | ---------------------- | ------------------------- | ---------- |
| 2017 | Najlepsze okładki płyt | Cover awArts 2015         | 2. miejsce |
| 2017 | Rap płyta roku         | Plebiscyt Hip-hop & WuDoo | Nominacja  |

## Lista utworów
Opracowano na podstawie materiału źródłowego. 
| Nr | Tytuł utworu | Tekst            | Producent | Długość |
| -- | ------------ | ---------------- | --------- | ------- |
| 1. | „Wosk”       | Filip Szcześniak | Rumak     | 3:53    |
| 2. | „BXL”        | F. Szcześniak    | Rumak     | 3:53    |
| 3. | „Szczerze”   | F. Szcześniak    | Borucci   | 3:21    |
| 4. | „Wiatr”      | F. Szcześniak    | Borucci   | 3:41    |
| 5. | „515”        | F. Szcześniak    | Borucci   | 3:12    |
| 6. | „Koła”       | F. Szcześniak    | Rumak     | 4:00    |
|    |              |                  |           | 22:00   |

Sample
- W utworze „Szczerze” wykorzystano dialogi z filmu Lekarstwo na miłość w reżyserii Jana Batorego[26].

## Sprzedaż

### Pozycje w notowaniach OLiS
OLiS jest ogólnopolskim notowaniem, tworzonym przez agencję TNS Polska na podstawie sprzedaży albumów muzycznych na nośnikach fizycznych (od tygodnia 3 lista uwzględnia informacje o pobraniach w formacie digital download czy odtworzeniach w serwisach streamingowych).
| Tydzień | 1     | 2      | 3      | 4      |
| ------- | ----- | ------ | ------ | ------ |
| Pozycja | 14    | 43     | 19     | 93     |
| Źródło  | [ 3 ] | [ 28 ] | [ 29 ] | [ 29 ] |

### Certyfikat ZPAV
Certyfikaty sprzedaży są wystawiane przez Związek Producentów Audio-Video za osiągnięcie określonej liczby sprzedanych egzemplarzy, obliczanej na podstawie kupionych kopii fizycznych i cyfrowych, a także odtworzeń w serwisach streamingowych.
| Certyfikat  | Sprzedaż | Data              |        |
| ----------- | -------- | ----------------- | ------ |
| złota płyta | 15 000   | 10 listopada 2021 | [ 31 ] |

## Historia wydania
| Data           | Format                       | Wytwórnia      |       |
| -------------- | ---------------------------- | -------------- | ----- |
| 26 lipca 2016  | streaming · digital download | Taco Corp      | [ 6 ] |
| 2 grudnia 2016 | CD                           | Asfalt Records | [ 6 ] |

## Personel
Za powstanie albumu odpowiedzialne są następujące osoby:
| - Filip Szcześniak – słowa, rap, śpiew - Maciej Ruszecki – produkcja muzyczna, muzyka - Łukasz Partyka, Piotr Dudek – projekt okładki - Staszek Koźlik – realizacja nagrań - Michał Baj – miksowanie, mastering |  | - Borucci – produkcja utworów „Szczerze”, „Wiatr” i „515” - Jan Porębski – gościnnie głos utworze „Koła” - Dawid Podsiadło – gościnnie śpiew w utworze „Koła” - Czesław Mozil – gościnnie śpiew w utworze „Wiatr” |

Nagrań dokonano w Studiu Muranów w Warszawie.